# Технологическая операция
Технологическая операция — часть технологического процесса, выполняемая непрерывно на одном рабочем месте, над одним или несколькими одновременно обрабатываемыми или собираемыми изделиями, одним или несколькими рабочими.
Условие непрерывности операции означает выполнение предусмотренной ею работы без перехода к обработке другого изделия.
Технологическая операция является основной единицей производственного планирования и учета. На основе операций определяется трудоемкость изготовления изделий и устанавливаются нормы времени и расценки, задается требуемое количество рабочих, оборудования, приспособлений и инструментов, определяется себестоимость обработки, производится календарное планирование производства и осуществляется контроль качества и сроков исполнения работ.
В условиях автоматизированного производства под операцией понимается законченная часть технологического процесса, выполняемая непрерывно.
В условиях ГАП выполнение операций может нарушаться направлением обрабатываемых заготовок на промежуточных модулях.
Кроме технологических операций в состав технологического процесса входят транспортные, контрольно-измерительные и т.д., т.е. операции не изменяющие размеров, формы, внешнего вида или свойств изделия, но необходимые для осуществления технологического процесса.
Установочная часть технологической операции, выполняемая при неизменном закреплении обрабатываемых заготовок или собираемой сборочной единицы.
Технологический переход представляет собой законченную часть технологической операции, выполняемую над одной или несколькими поверхностями заготовки, одним или несколькими одновременно работающими инструментами без изменения или при автоматическом изменении режимов работы станка.
Элементарный переход — часть технологического перехода, выполняемая одним инструментом над одним участком поверхности обрабатываемой заготовки за один рабочий ход без изменения режима работы станка.
Вспомогательный переход — законченная часть технологической операции, состоящая из действий человека и оборудования, которые не сопровождаются изменением формы, размеров и шероховатости поверхностей предметов труда, но необходимы для выполнения технологического перехода (установка заготовки, смена инструмента и т.д.).
Рабочий ход — это законченная часть технологического перехода, состоящая из однократного перемещения инструмента относительно заготовки, сопровождаемого изменением формы, размеров, качества поверхности и свойств заготовки.
Вспомогательный ход — законченная часть технологического перехода, состоящая из однократного перемещения инструмента относительно заготовки, не сопровождающаяся изменением формы, качества поверхности или свойств заготовки, но необходимая для подготовки рабочего хода.
Операция — это технологический процесс системы, направленный на достижение цели, посредством управляемого преобразования продуктов операции.
В зависимости от того, на каком уровне той или иной системы выполняется операция, её можно отнести к одному из видов:
- простая операция
- комплексная операция
- технологическая операция
- системная операция.

В зависимости от миссии системы, системные операции делят на образовательные, военные, медицинские, производственные, торговые, спасательные и т. д.
Так, например, в рамках медицинской системы, осуществляются системные хирургические операции. Системная хирургическая операция, в свою очередь, состоит из трех технологических операций: базовой технологической операции (удаление аппендицита), технологической операции управления (координирует последовательность выполнения действий базовой хирургической операции) и технологической операции оптимизации (каким способом удалять аппендицит, или в каком режиме). В свою очередь, технологическая операция состоит из комплексных операций. Например, для того, чтобы в нужном месте сделать разрез, необходимо осуществить комплексную (вычислительную операцию): собрать данные, сделать расчет, выдать результат.
Комплексная операция состоит из базовой операции и сервисных операций. Так, комплексная хирургическая операция разреза ткани состоит из базовой операции разреза и сервисных операций — приема и передачи хирургического инструмента.
Каждая базовая и сервисная операция является простой операцией.
Простая операция это всегда одно действие в виде отдельного процесса (подача скальпеля, прием скальпеля, выполнение разреза, передача скальпеля).
Осуществление операции обеспечивают системы и системные объекты. Такими системными объектами являются: базовые и сервисные механизмы, комплектные механизмы, подсистемы и сами системы.
Простые операции определяют по названию действия базового механизма. Определяют, например, операцию измельчения, сортировки, нагрева, охлаждения, вычисления и т. д. Повышение степени абстрагирования приводит к формированию укрупненных категорий операций (рис.1).